# ان‌جی‌سی ۵۲۴۸
ان‌جی‌سی ۵۲۴۸ (انگلیسی: NGC 5248) نام یک کهکشان در صورت فلکی گاوران است.